# Дрейф частоти
Дрейф частоти́ (англ. frequency drift) — невелике відхилення частоти протягом відносно тривалого періоду часу. Дрейф частоти традиційно вимірюється у Гц/с (герц за секунду) як швидкість зміни частоти.
В електротехніці і особливо у засобах телекомунікації дрейф частоти є ненавмисним і зазвичай довільним зміщенням осцилятора від його номінальної частоти. Причинами дрейфу частоти можуть бути: старіння компонентів, зміни температури, які впливають на п'єзоелектричний ефект у кварцовому генераторі, або проблеми з регулятором напруги, що керує напругою зміщення генератора.

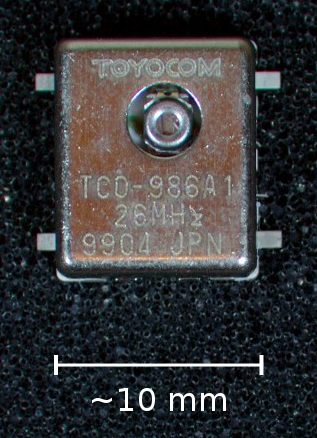
Керований напругою кварцовий генератор з температурною компенсацією (TCVCXO), 26 МГц

Стабільність частоти (постійність частоти у часі) можна означити як відсутність (чи дуже низький рівень) дрейфу частоти.
На радіопередавачі дрейф частоти може привести до зміщення частоти роботи передавача радіостанції у суміжний канал, що приведе до незаконного втручання (англ. adjacent-channel interference) у роботу іншої радіостанції. У зв'язку з цим правила розподілу частот визначають граничний допуск для таких генераторів при сертифікації. Для частотної модуляції зазвичай використовується, керований напругою кварцовий генератор з температурною компенсацією (англ. TCVCXO — temperature-compensated voltage-controlled crystal oscillator).
На боці приймача дрейф частоти в основному був проблемою у ранніх тюнерах, особливо для аналогового набору налаштування, і особливо на FM-частотах, де проявляється ефект захоплення. Використання схеми фазового автопідлаштування частоти (ФАПЧ) по суті усуває проблему дрейфу. У передавачах генератор с числовим програмним керуванням (ЦФАПЧ) також не має проблем з дрейфом.
Дрейф відрізняється від доплерівського зсуву, який демонструє різницю у частоті через рух джерела або приймача, навіть коли джерело і надалі виробляє ту ж частоту. Він також відрізняється від відхилення частоти, яке є невід'ємним і необхідним результатом модуляції як частотної (ЧМ, англ. FM), так і фазової (ФМ, англ. PM).